# Прус III

Герб Прус ІІІ.

Пру́с ІІІ (пол. Prus III; Nagody) — шляхетський герб. Відміна гербу Прус. Щит розділений вертикально навпіл, правий бік — синій, лівий — червоний. На щиті — розділена підкова, обернена догори; у синій частині — звичайна, у червоній — загострена. Над підковою стоїть  золотий пятикутний хрест. У клейноді — нога, зігнута в коліні, в латах із острогом. Стопа ноги розвернута ліворуч, коліно торкається шолома. Намет підбитий сріблом; правий бік намету — синій, лівий бік — червоний.

## Носії
- Мрозовицькі
- Яблоновські